# Melagiris
Melagiris és una serralada muntanyosa al districte de Salem, a Tamil Nadu amb una altura mitjana de 1.085 metres. El cim més alt és el Ponasiheta, de 1.540 metres. Està habitada per tribus malayali, i coberts de densa jungla de bambú i sàndal. L'aigua és escassa.